# 2232 Altaj
2232 Altaj је астероид главног астероидног појаса чија средња удаљеност од Сунца износи 2,666 астрономских јединица (АЈ).
Апсолутна магнитуда астероида је 12,0.